# Schlacht von Lewes
Koordinaten: 50° 52′ 43″ N, 0° 0′ 50″ W
Die Schlacht von Lewes fand in Lewes, England am 14. Mai 1264 statt. Sie stellte den Höhepunkt der ersten Phase des Zweiten Kriegs der Barone dar. Der Sieg der Adelsopposition um Simon de Montfort, 6. Earl of Leicester über die Truppen von König Heinrich III. brachte der Adelsopposition die Regierungsgewalt.

## Vorgeschichte
Seit 1258 musste der englische König Heinrich III. gegen eine Adelsopposition kämpfen, zu deren Führer sein Schwager Simon de Montfort wurde. In den Provisions of Oxford erreichten die Barone 1258, dass wesentliche Teile der Regierungsgewalt auf einen 15-köpfigen Rat übergingen. Dieser Rat sollte durch das Parlament, das dreimal im Jahr zusammentreten sollte, überwacht werden. Heinrich III. versuchte in den nächsten Jahren, diese Einschränkung seiner Souveränität wieder zu beenden. Zur Beilegung dieses daraus entstandenen Konflikts zwischen der Adelsopposition und dem König wurde 1263 der französische König Ludwig IX. angerufen. Dieser erklärte im Januar 1264 in seinem Schiedsspruch, der Mise of Amiens, die Provisions of Oxford für nichtig.  
Damit blieb den Baronen nur noch die Anerkennung der königlichen Souveränität oder die bewaffnete Rebellion. Die Adelsopposition unter Simon de Montfort hatte dabei ein Heer in London zusammengezogen, worauf Heinrich III. die Stadt blockierte. Simon de Montfort verließ daraufhin London und zog mit seinem Heer nach Süden. Der König erreichte daraufhin am 11. Mai 1264 das Kloster Lewes, wo er Quartier bezog, während sein Sohn, Lord Eduard, der spätere König Eduard I., Lewes Castle besetzt hielt. Am 12. Mai erreichte Montfort Lewes und bot Verhandlungen an. Der König wollte zunächst zustimmen, wurde jedoch von seinem Bruder Richard von Cornwall und Lord Eduard umgestimmt, die keine Kompromisse mehr eingehen wollten. Der König, Lord Eduard und Richard von Cornwall erklärten Montfort und seinen Verbündeten Gilbert de Clare zu Feinden des Königs, worauf Montfort und Clare durch diffidatio formal ihre Königstreue aufkündigten. Am 14. Mai kam es zwischen dem Heer der Rebellen und den Truppen des Königs, die ihren Gegnern zahlenmäßig doppelt überlegen waren, zur Schlacht.

## Die Schlacht
Montforts Truppen, die weiße Kreuze als Abzeichen trugen, hatten sich in breiter Front auf einem Hügel westlich von Lewes aufgestellt. Der König ließ seine Armee in drei Kolonnen angreifen. Der Angriff von Lord Eduard zerschlug die leicht bewaffnete und gepanzerte Infanterie aus London, doch unvorsichtigerweise verfolgte er die sich zurückziehenden Gegner. Sein undisziplinierter Angriff ließ so Richard von Cornwall im Zentrum und den König auf der linken Seite zurück, offen für Montforts Angriffe. Der König verlor die Führung über seine Armee, und im heftigen Kampf wurde er oft von Lanzen und Schwertern getroffen. Richard von Cornwall flüchtete vom Schlachtfeld und versteckte sich in einer Windmühle. Nachdem der König zum zweiten Mal das Pferd unter sich verloren hatte, brachte ihn seine Leibwache zurück ins Kloster Lewes. Als Lord Eduard umkehrte, war die Schlacht entschieden, ein Teil seiner Kolonne floh Richtung Küste, während er selbst sich ebenfalls ins Kloster zurückzog. Damit hatten Montforts Truppen innerhalb weniger Stunden das königliche Heer geschlagen.

## Folgen
Der König und Lord Eduard verzichten auf weiteren Widerstand und akzeptierten am folgenden Tag Montforts Mise of Lewes. Danach erkannte der König wieder die Provisions an, wobei Montfort ihm Nachverhandlungen über strittige Punkte zugestand. Die Barone, vor allem die Marcher Lords, die den König unterstützt hatten, kamen frei, während der König sich Gilbert de Clare ergab. Lord Eduard und Henry of Almain, ein Sohn von Richard von Cornwall, wurden ebenfalls gefangen genommen und dienten als Geiseln für die Gefolgschaft der Marcher Lords. Montfort übernahm nun die Regierung, doch seine Machtfülle rief neuen Widerstand hervor. Lord Eduard konnte schließlich im Mai 1265 flüchten und im August die Truppen der Adelsopposition in der Schlacht von Evesham, in der Montfort fiel, entscheidend schlagen. 